# Remington SR-8
La Remington SR-8 è un prototipo di fucile di precisione sviluppato dalla Remington Arms.

## Storia
È stato originariamente sviluppato per l'Esercito Italiano ed è stato progettato per sparare proiettili .338 Lapua.
Lo stato del progetto non è noto, anche se probabilmente è stato accantonato.

## Il Remington SR-8 nella cultura di massa
È utilizzato anche nel popolare sparatutto in prima persona online gratuito chiamato Urban Terror e nella mod per Wolfenstein: Enemy Territory, "True Combat: Elite".